# Лаокай
Лаокай (в'єт. Lào Cai) — місто у В'єтнамі, адміністративний центр однойменної провінції.

## Назва
Місто отримало свою назву від французької колоніальної адміністрації у кінці XIX століття. На місці нинішнього міста раніше знаходився ринок Коклеу (в'єт. Cốc Lếu), що перетворився з часом у торгове містечко Лао Нгау, що означає «місто народу лао» (нині це район старого центру Лаокая — Пхо Су). У січні 1873 року французький торговець і шукач пригод Жан Дюпуа здійснив морську експедицію по Червоній річці у китайську провінцію Юньнань на канонерці, що отримала від нього назву Лао Кау (спотворене Лао Нгау). Згодом французькі чиновники ще більш спотворили назву міста. Орієнтуючись на назву канонерського човна, вони стали записувати його як Лао Кай. З 1950 року — це офіційно визнана назва.

## Географія
Місто Лаокай знаходиться у північно-західному регіоні В'єтнаму на кордоні з китайським Хекоу (Хунхе-Хані-Їська автономна префектура), у місці впадання річки Наньсіхе у Червону річку. Лаокай є адміністративним центром провінції Лаокай. У 2004 році Лаокай був об'єднаний з розташованим на відстані 7 кілометрів від нього містом Камдонгом. Нині він розділений на 12 міських районів і 5 громад.

## Історія
Під час Китайсько-в'єтнамської війни навколо Лаокая і за саме місто йшли запеклі бої.

## Економіка
Міжнародна економічна зона Лаокая — це, у першу чергу, сучасний міжнародний прикордонний пункт. Щоб виділити місце для розвитку прикордонних економічних зон, які знаходиться на північі від центру міста, на південь міста були перенесені адміністративні установи міста.